# Bons-en-Chablais
Bons-en-Chablais és un municipi francès situat al departament de l'Alta Savoia i a la regió d'Alvèrnia-Roine-Alps. L'any 2007 tenia 4.609 habitants.

## Demografia

### Població
El 2007 la població de fet de Bons-en-Chablais era de 4.609 persones. Hi havia 1.761 famílies de les quals 440 eren unipersonals (212 homes vivint sols i 228 dones vivint soles), 519 parelles sense fills, 664 parelles amb fills i 138 famílies monoparentals amb fills.
La població ha evolucionat segons el següent gràfic:
Habitants censats

### Habitatges
El 2007 hi havia 2.030 habitatges, 1.821 eren l'habitatge principal de la família, 98 eren segones residències i 111 estaven desocupats. 1.403 eren cases i 625 eren apartaments. Dels 1.821 habitatges principals, 1.267 estaven ocupats pels seus propietaris, 501 estaven llogats i ocupats pels llogaters i 53 estaven cedits a títol gratuït; 45 tenien una cambra, 141 en tenien dues, 292 en tenien tres, 473 en tenien quatre i 871 en tenien cinc o més. 1.598 habitatges disposaven pel capbaix d'una plaça de pàrquing. A 731 habitatges hi havia un automòbil i a 977 n'hi havia dos o més.

### Piràmide de població
La piràmide de població per edats i sexe el 2009 era:
| Homes | Edats   | Dones |
| ----- | ------- | ----- |
| 0     | 95 o +  | 0     |
| 4     | 90 a 94 | 24    |
| 4     | 85 a 89 | 40    |
| 12    | 80 a 84 | 36    |
| 56    | 75 a 79 | 64    |
| 56    | 70 a 74 | 40    |
| 60    | 65 a 69 | 88    |
| 80    | 60 a 64 | 56    |
| 76    | 55 a 59 | 80    |
| 192   | 50 a 54 | 180   |
| 128   | 45 a 49 | 108   |
| 176   | 40 a 44 | 176   |
| 164   | 35 a 39 | 188   |
| 152   | 30 a 34 | 148   |
| 152   | 25 a 29 | 144   |
| 116   | 20 a 24 | 84    |
| 152   | 15 a 19 | 116   |
| 124   | 10 a 14 | 128   |
| 180   | 5 a 9   | 140   |
| 132   | 0 a 4   | 124   |

## Economia
El 2007 la població en edat de treballar era de 3.116 persones, 2.434 eren actives i 682 eren inactives. De les 2.434 persones actives 2.283 estaven ocupades (1.206 homes i 1.077 dones) i 151 estaven aturades (65 homes i 86 dones). De les 682 persones inactives 209 estaven jubilades, 237 estaven estudiant i 236 estaven classificades com a «altres inactius».

### Ingressos
El 2009 a Bons-en-Chablais hi havia 1.860 unitats fiscals que integraven 4.761 persones, la mediana anual d'ingressos fiscals per persona era de 23.251 €.

### Activitats econòmiques
Dels 237 establiments que hi havia el 2007, 2 eren d'empreses extractives, 8 d'empreses alimentàries, 2 d'empreses de fabricació de material elèctric, 16 d'empreses de fabricació d'altres productes industrials, 40 d'empreses de construcció, 49 d'empreses de comerç i reparació d'automòbils, 12 d'empreses de transport, 12 d'empreses d'hostatgeria i restauració, 2 d'empreses d'informació i comunicació, 13 d'empreses financeres, 15 d'empreses immobiliàries, 26 d'empreses de serveis, 26 d'entitats de l'administració pública i 14 d'empreses classificades com a «altres activitats de serveis».
Dels 71 establiments de servei als particulars que hi havia el 2009, 1 era una gendarmeria, 1 oficina de correu, 3 oficines bancàries, 9 tallers de reparació d'automòbils i de material agrícola, 1 taller d'inspecció tècnica de vehicles, 1 autoescola, 5 paletes, 2 guixaires pintors, 8 fusteries, 7 lampisteries, 6 electricistes, 3 empreses de construcció, 4 perruqueries, 3 veterinaris, 7 restaurants, 7 agències immobiliàries, 1 tintoreria i 2 salons de bellesa.
Dels 21 establiments comercials que hi havia el 2009, 1 era un hipermercat, 1 una gran superfície de material de bricolatge, 6 fleques, 3 carnisseries, 2 llibreries, 1 una llibreria, 1 una botiga d'equipament de la llar, 2 botigues de material esportiu i 4 floristeries.
L'any 2000 a Bons-en-Chablais hi havia 41 explotacions agrícoles que ocupaven un total de 396 hectàrees.

## Equipaments sanitaris i escolars
El 2009 hi havia 2 centres de salut i 1 farmàcia.
El 2009 hi havia 1 escola maternal i 2 escoles elementals. Bons-en-Chablais disposava d'un col·legi d'educació secundària amb 553 alumnes.

## Poblacions més properes
El següent diagrama mostra les poblacions més properes.